# سرمایه‌دار رسانه‌ای
مالک رسانه، غول رسانه یا سرمایه‌دار رسانه‌ای به کارآفرین یا تاجر موفقی گفته می‌شود که از طریق مالکیت شخصی یا از طریق موقعیت مسلط در یک شرکت مرتبط با رسانه، رسانه‌های دارای تعداد بالای مخاطب را کنترل کند. کسانی که دارای کنترل، مالکیت و نفوذ قابل توجهی از یک شرکت بزرگ در رسانه‌های جمعی هستند نیز ممکن است یک سرمایه‌دار، بارون یا بزرگ‌بازرگان نامیده شود. خالقین و بنیانگذاران شبکه های اجتماعی را نیز می‌توان غول رسانه دانست.

## تاریخ
در ایالات متحده، صاحبان روزنامه برای اولین بار در قرن نوزدهم با توسعه روزنامه‌های تیراژ گسترده، برجسته شدند. در قرن بیستم، مالکیت شبکه‌های رادیویی و تلویزیونی، استودیوهای فیلم، انتشارات و اخیراً اینترنت و سایر اشکال شرکت‌های چندرسانه‌ای نیز به آن اضافه شد. به این ترتیب اصطلاح «بارون مطبوعات» با «بارون رسانه ای» هم به کار رفت. اصطلاح «مغول رسانه» هم (یا «مغول هالیوود» هنگامی که برای افرادی که به‌طور خاص در صنعت فیلمبرداری کار می‌کنند اعمال می‌شود) در انگلیسی محاوره ای رایج شد.
در ارتباطات مدرن، رسانه‌های اجتماعی از جمله فیس بوک را هم باید در نظر گرفت که مالک آنها مثل مارک زاکربرگ بسیار ا همیت دارد.

## صاحبان رسانه‌های برجسته
* ایلان ماسک (ایکس)
- Marcus Agius (بی‌بی‌سی)
- جک دورسی (توئیتر)
- آندری بابیش
- جائوما رورس (Mediapro)
- دیوید و فردریک بارکلی
- سیلویو برلوسکونی
- جف بیزوس
- مایکل بلومبرگ
- اسکوتر براون
- سابهاش چاندرا
- شان کامز
- ریچارد دزموند
- والت دیزنی
- آیدین دوغان
- استیو فوربز
- لو گرید
- ویلیام راندولف هرست
- آلفرد هوگنبرگ
- ژان-لوک لاگاردر
- رابرت مکسول
- وینس مک‌من
- کیث مرداک
- روپرت مرداک
- شهرزاد رفعتی
- سامنر رداستون
- پت رابرتسون
- حییم سبان
- داوید اودسون
- اکسل اشپرینگر
- ولید بن طلال
- دیوید تامسون سوم
- هربرت تامسون
- تد ترنر
- اپرا وینفری
- مارک زاکربرگ